# Sociedad de Historia Militar
 La Sociedad de Historia Militar (en inglés Society for Military History) es una organización internacional de académicos con sede en los Estados Unidos que investiga, publica y enseña historia militar de todos los períodos y lugares. Incluye historia naval, historia de la fuerza aérea y estudios sobre tecnología, ideas y frentes domésticos. Publica la revista trimestral arbitrada The Journal of Military History. 

## Actividades
La Sociedad se estableció en 1933 como la American Military History Foundation (Fundación de Historia Militar Estadounidense), rebautizada en 1939 como American Military Institute (Instituto Militar Estadounidense), y renombrada nuevamente en 1990 como Society for Military History (Sociedad de Historia Militar). Cuenta con más de 2300 miembros, incluidos muchos destacados académicos, soldados y ciudadanos interesados en la historia militar. La membresía está abierta a cualquier persona e incluye una suscripción a la revista. 
La Sociedad también patrocina sesiones sobre temas militares en la denominada Conferencia Anual de Historia de las Grandes Llanuras del Norte. 

### Reuniones anuales
La Sociedad generalmente celebra una reunión en el primer semestre de cada año. 
Se han celebrado reuniones recientes en los siguientes lugares:
| Año  | Fecha                                                                           | Ubicación                                             | Tema                                                                        |
| ---- | ------------------------------------------------------------------------------- | ----------------------------------------------------- | --------------------------------------------------------------------------- |
| 2020 | 30 de abril al 3 de mayo Reunión cancelada debido a la pandemia del coronavirus | Fundación Histórica del Ejército, Arlington, Virginia | «Política por otros medios»                                                 |
| 2019 | 30 de abril al 3 de mayo                                                        | Columbus, Ohio                                        | «Soldados y civiles en el caldero de guerra»                                |
| 2018 | 5 al 8 de abril                                                                 | Louisville, Kentucky                                  | «Paisajes de guerra y paz»                                                  |
| 2017 | 30 de marzo al 2 de abril                                                       | Jacksonville, Florida                                 | «Guerra global: perspectivas históricas»                                    |
| 2016 | 14-17 de abril                                                                  | Ottawa, Ontario, Canadá                               | «Cruzando fronteras, cruzando fronteras»                                    |
| 2015 | 9-12 de abril                                                                   | Montgomery, Alabama                                   | «Conflicto y conmemoración: la influencia de la guerra en la sociedad»      |
| 2014 | 3 y 6 de abril                                                                  | Kansas City, Misuri                                   | «Conflictos transformacionales: guerra y su legado a través de la historia» |
| 2013 | 14-17 de marzo                                                                  | Nueva Orleans, Luisiana                               | «Guerra, sociedad y recuerdo»                                               |
| 2012 | 10 al 13 de mayo                                                                | Fundación Histórica del Ejército, Arlington, Virginia | «La política de la guerra»                                                  |
| 2011 | 9-12 de junio                                                                   | Lisle, Illinois                                       | «Formas de guerra»                                                          |
| 2010 | 20 al 23 de mayo                                                                | Lexington, Virginia                                   | «Causas perdidas y ganadas»                                                 |
| 2009 | 2 y 5 de abril                                                                  | Murfreesboro, Tennessee                               | «Guerra y cultura»                                                          |
| 2008 | 17-19 de abril                                                                  | Ogden, Utah                                           | «Los militares y las fronteras»                                             |
| 2007 | 19 al 22 de abril                                                               | Frederick, Maryland                                   | «Encrucijada de la guerra»                                                  |

## Presidentes actuales y antiguos
- Dr. Gregory JW Urwin (Presidente a partir de 2004)[3]
- Dennis Showalter
- Carol Reardon
- Theodore Ropp
- Brian McAllister Linn
- Jeffrey Gray
- Roy K. Flint

## Premios

### Premio Samuel Eliot Morison
La Sociedad concede anualmente el Premio Samuel Eliot Morison, que no reconoce ningún logro específico, sino un conjunto de contribuciones en el campo de la historia militar, que se extiende a lo largo del tiempo y muestra una variedad de trabajos académicos que contribuyen significativamente al campo. Los ganadores recientes incluyen:
- Jon Tetsuro Sumida, Universidad de Maryland, 2020.
- Brian Holden-Reid, King's College de Londres, 2019
- Hew Strachan, Universidad de Saint Andrews, 2018
- John A. Lynn II, Universidad de Illinois en Urbana-Champaign, 2017
- Conrad C. Crane, Centro de Educación y Patrimonio del Ejército, Escuela de Guerra del Ejército de los Estados Unidos, 2016
- Joseph T. Glatthaar, Universidad de Carolina del Norte, Chapel Hill, 2015
- Rick Atkinson, Washington D. C., 2014
- Ira D. Gruber, Universidad Rice, 2013
- Ronald H. Spector, Universidad George Washington, 2012
- Gerhard Weinberg, Universidad de Carolina del Norte, 2011
- Peter Maslowski, 2010
- Richard Kohn, 2009
- Jeremy Black, 2008
- James M. McPherson, 2007
- Robert Doughty, 2006
- Dennis Showalter, 2005
- Allan R. Millett, 2004
- Edward J. Drea, 2003
- John Shy, 2002
- Richard Overy, 2001
- David M. Glantz, 2000
- Geoffrey N. Parker, 1999
- Stephen E. Ambrose, 1998
- Robert M. Utley, 1997
- John Keegan, 1996
- Martin Blumenson, 1995
- Harold C. Deutsch, 1994
- Peter Paret, 1993
- Michael Howard, 1992
- IB Holley, Jr. y Theodore Ropp, 1991
- Edward M. Coffman, 1990
- Russell F. Weigley, 1989
- Sin premio, 1988
- Forrest C. Pogue, 1987
- Alvin D. Coox, 1986
- Robin Higham, 1985

### Premios al Libro Distinguido
Los Premios al Libro Distinguido de la Sociedad reconocen los mejores libros escritos en inglés sobre historia militar, ampliamente concebidos.

#### 2020
- Monica Kim, Universidad de Nueva York, The Interrogation Rooms of the Korean War: The Untold History, Princeton University Press, 2019.
- Geoffrey Robinson, UCLA, The Killing Season: A History of the Indonesian Massacres, 1965-66, Princeton University Press, 2018.
- Stephen Brumwell, Turncoat: Benedict Arnold and the Crisis of American Liberty, Yale University Press, 2018.
- Kelly DeVries, Universidad de Loyola, y Michael Livingston, The Citadel (eds.), Medieval Warfare: A Reader, University of Toronto Press, 2019.
- Thomas Dodman, Universidad de Columbia, What Nostalgia Was: War, Empire, and the Time of a Deadly Emotion, University of Chicago Press, 2019.

#### 2019
- A. Wilson Greene, A Campaign of Giants: The Battle for Petersburg Volume 1: From the Crossing of the James to the Crater (Civil War America), University of North Carolina Press, 2018
- Peter Guardino, The Dead March: A History of the Mexican-American War, Harvard University Press, 2018.
- Gonzalo M. Quintero Saravia, Bernardo de Gálvez: Spanish Hero of the American Revolution, University of North Carolina Press, 2018.
- Richard P. Tucker, Tait Keller, J. R. McNeill y Martin Schmid (eds.), Environmental Histories of the First World War, Cambridge University Press, 2018.

#### 2018
- Christopher Phillips, The Rivers Ran Backward: The Civil War and the Remaking of the American Middle Border
- Ilya Berkovich, Motivation in War: The Experience of Common Soldiers in Old-Regime Europe
- Steven L. Ossad, Omar Nelson Bradley: America’s GI General
- Paul R. Bartrop y Michael Dickerman, The Holocaust: An Encyclopedia and Document Collection (4 vols.).

#### 2017
- Mark Edward Lender y Garry Wheeler Stone, Fatal Sunday: George Washington, the Monmouth Campaign, and the Politics of Battle
- Tonio Andrade, The Gunpowder Age: China, Military Innovation, and the Rise of the West in World History
- Laila Parsons, The Commander: Fawzi al-Qawuqji and the Fight for Arab Independence, 1914-1948
- Michael Livingston y Kelly DeVries (eds.), The Battle of Crécy: A Casebook

#### 2016
- David L. Preston, Braddock's Defeat: The Battle of the Monongahela and the Road to Revolution
- Pierre Razoux, The Iran-Iraq War
- Paul Robinson, Grand Duke Nikolai Nikolaevich: Supreme Commander of the Russian Army
- David T. Zabecki (ed.) Germany at War: 400 Years of Military History

#### 2015
- Andrew Jackson O'Shaughnessy, The Men Who Lost America: British Leadership, the American Revolution, and the Fate of the Empire
- Alexander Watson, Ring of Steel: Germany and Austria-Hungary at War, 1914-1918
- Michael V. Leggiere, Blucher: Scourge of Napoleon

#### 2014
- Samuel J. Watson, Jackson's Sword: The Army Officer Corps on the American Frontier, 1810-1821 and Peacekeepers and Conquerors: The Army Officer Corps on the American Frontier, 1821-1846
- Geoffrey Parker, War, Climate Change and Catastrophe in the Seventeenth Century
- George W. Gawrych, The Young Ataturk: From Ottoman Soldier to Statesman of Turkey
- Spencer C. Tucker (ed.), American Civil War: The Definitive Encyclopedia and Document Collection

#### 2013
- Richard S. Faulkner, School of Hard Knocks: Combat Leadership in the American Expeditionary Forces
- Robert M. Citino, The Wehrmacht Retreats: Fighting a Lost War, 1943
- Geoffrey Roberts, Stalin’s General: The Life of Georgy Zhukov
- Clayton R. Newell y Charles R. Shrader, Of Duty Well and Faithfully Done: A History of the Regular Army in the Civil War

#### 2012
- John Sloan Brown, Kevlar Legions: The Transformation of the U.S. Army, 1989-2005
- Mark Peattie, Edward Drea y Hans van de Ven (eds.). The Battle for China: Essays on the Military History of the Sino-Japanese War of 1937-1945
- Mungo Melvin, Manstein: Hitler's Greatest General
- Steven E. Clay, US Army Order of Battle 1919-1941 (4 vols.)

#### 2011
- Chad L. Williams, Torchbearers of Democracy: African American Soldiers in the World War I Era
- Peter H. Wilson, The Thirty Years War: Europe's Tragedy
- John MacFarlane, Triquet’s Cross: A Study of Military Heroism
- Clifford J. Rogers (ed.), The Oxford Encyclopedia of Medieval Warfare and Military Technology

#### 2010
- Daniel E. Sutherland, A Savage Conflict: The Decisive Role of Guerrillas in the American Civil War
- Edward J. Drea, Japan’s Imperial Army: Its Rise and Fall, 1853-1945
- J.P. Harris, Douglas Haig and the First World War
- Spencer C. Tucker (ed.), The Encyclopedia of the Spanish-American and Philippine-American Wars

#### 2009
- Ingo Trauschweizer, The Cold War U.S. Army: Building Deterrence for Limited War.
- Jamel Ostwald, Vauban Under Siege: Engineering Efficiency and Martial Vigor in the War of the Spanish Succession.
- Andy Wiest, Vietnam's Forgotten Army: Heroism and Betrayal in the ARVN.
- Philip Sabin, Hans van Wees y Michael Whitby (eds.), The Cambridge History of Greek and Roman Warfare.

#### 2008
- Latimer, Jon (2007). 1812: war with America. Cambridge, Massachusetts: Belknap Press of Harvard University Press. ISBN 978-0-674-02584-4. OCLC 85018071.

- John Lawrence Tone, War and Genocide in Cuba, 1895-1898
- Martha Hannah, Your Death Would Be Mine: Paul and Marie Pireaud in the Great War.
- Spencer C. Tucker, ed. The Encyclopedia of the Cold War: A Political, Social and Military History

#### 2007
- John Grenier, The First Way of War: American War Making on the Frontier, 1607-1814.
- Robert A. Doughty, Pyrrhic Victory: French Strategy and Operations in the Great War.
- Adrian Goldsworthy, Caesar: Life of a Colossus.
- Peter Karsten, ed. Encyclopedia of War and American Society. 3 vols.

#### 2006
- H. P. Willmott, The Battle of Leyte Gulf: The Last Fleet Action
- George Satterfield, Princes, Posts and Partisans: The Army of Louis XIV and Partisan Warfare in the Netherlands (1673-1678)
- Steven E. Woodworth y Kenneth J. Winkle, Atlas of the Civil War
- Colin White, ed., Horatio Nelson, The New Letters

#### 2005
- Edward M. Coffman, The Regulars: The American Army, 1898-1941
- Robert M. Citino, Blitzkrieg to Desert Storm: The Evolution of Operational Warfare
- James T. Controvich, United States Army Unit and Organizational Histories: A Bibliography

#### 2004
- George C. Rable, Fredericksburg! Fredericksburg!
- Terry Copp, Fields of Fire: The Canadians in Normandy
- Joshua Brown, ed., A Good Idea of Hell: Letters from a Chasseur a Pied
- Michael J. Crawford, ed., The Naval War of 1812: A Documentary History: Volume III 1814-1815

#### 2003
- Rick Atkinson, An Army at Dawn: The War in North Africa, 1942-1943
- Hew Strachan, The First World War. Volume I: To Arms
- Stuart Hills, By Tank Into Normandy: A Memoir of the Campaign in North-West Europe From D-Day to VE Day
- David S. Heidler y Jeanne T. Heidler (eds.), Encyclopedia of the American Civil War: A Political and Military History (3 vol.)

#### 2002
- Mark Stoler, Allies and Adversaries: The Joint Chiefs of Staff, the Grand Alliances, and U.S. Strategy in World War II
- Ronald H. Spector, At War At Sea: Sailors and Naval Combat in the Twentieth Century
- Robert H. Ferrell (ed.); para William S. Triplet, A Youth in the Meuse-Argonne, A Colonel in the Armored Divisions, and In the Philippines and Okinawa

#### 2001
- Geoffrey P. Megargee (2000), Inside Hitler's High Command.[5]